# Río Escalote
El Escalote es un río del interior de la península ibérica, afluente del Duero. Discurre por la provincia española de Soria.

## Descripción
El río, que discurre por la provincia de Soria, tiene su origen en los alrededores de Barcones. Tras dejar a ambos lados de su cauce localidades como Rello, La Riba de Escalote, Caltojar, Casillas, Ciruela y Berlanga, termina desembocando en el río Duero. Aparece descrito en el séptimo volumen del Diccionario geográfico-estadístico-histórico de España y sus posesiones de Ultramar de Pascual Madoz de la siguiente manera:

ESCALOTE: r. en la prov. de Soria, part. jud. de Almazan; toma su origen en el pueblo de Barcones, de un manantial llamado el Borbollon, y otros varios que brotan en el térm.; fertiliza en este unas 30 fan. de terreno, y corre luego á bañar por su izqd. los pueblos de Rello en el que riega un valle y 30 huertos; La Riba de Escalote donde toma este nombre; Caltojar en cuya jurisd. recoge las aguas del Bordecorex, riega una deliciosa vega é impulsa 4 molinos harineros y un batan; Casillas en el que le cruza un puente de piedra con 3 arcos; fertiliza algo de terreno y proporciona pesca de barbos, cangrejos y alguna trucha; Ciruela donde se pasa por un mal ponton; Berlanga en el que fecundiza la hermosa vega titulada de Carrascosa, le atraviesa un puente de piedra y despues de mover 3 molinos harineros, sale de la jurisd. y desagua en el Duero junto al puente de Ullán, despues de un curso de 8 1/2 leg.
(Madoz, 1847, p. 519)

Perteneciente a la cuenca hidrográfica del Duero, sus aguas terminan vertidas en el océano Atlántico.